# 案头戏
案头戏意指只適宜放在案头阅读，不适合舞台演出，甚至根本不能演出的戏剧文本。有時又叫做書房戲或书斋剧。
戏剧文本（即“剧本”）是一齣戏剧的基本要素，是一台戏的先决条件。剧本的写作，最重要的是能够被舞台上搬演，戏剧文本不算是艺术的完成，只能說完成了一半，直到舞台演出之后（即「演出文本」）才是最终艺术的呈现。好的劇本，能夠具備適合閱讀，也可能創造傑出舞台表演的雙重價值。不過历代文人中，也有人创作过不适合舞台演出，甚至根本不能演出的剧本。比较著名的有王尔德的《莎乐美》。
戏剧的文学本，在不演出的状态下，也可以作为单独的文学样式欣赏。